# Le Préjugé vaincu
Le Préjugé vaincu est une comédie en un acte et en prose de Marivaux créée pour la première fois le 6 juillet 1746 par les comédiens ordinaires du roi au théâtre de la rue des Fossés Saint-Germain.
Marivaux a apporté, avec cette pièce, un élément nouveau d’intérêt. Alors qu’il n’avait parlé jusque-là qu’incidemment du préjugé de la naissance, il en fait le ressort de l’intrigue du Préjugé vaincu. Cette idée parut assez neuve et assez dramatique à Voltaire, pour que, trois ans après, il la reprenne dans Nanine (1749), qui porte même pour sous-titre ou le Préjugé vaincu.  

## Personnages
- Le Marquis, père d’Angélique.
- Angélique, fille du Marquis.
- Dorante, amant d’Angélique.
- Lisette, suivante d’Angélique.
- L’Épine, valet de Dorante.

## Intrigue
Angélique sait fort bien qu’elle aime Dorante, mais elle ne veut pas en convenir. Fille d’un marquis, elle ne peut pas déroger et épouser un simple bourgeois, quelque riche et bien élevé qu’il soit. Elle a fait partager ses sentiments, non à son père, qui verrait ce mariage avec plaisir, mais à Lisette sa femme de chambre, qui, bien que parlant le patois de son village, et fille d’un simple procureur fiscal, n’en est pas moins décidée à ne pas déroger. Dorante, pour sonder le terrain, dit qu’il a un parti à proposer à Angélique : un jeune homme instruit, riche, estimable sous tous les rapports, mais un bourgeois. Angélique refuse. Lorsque Dorante lui apprend que c’est de lui-même qu’il s’agissait, Angélique est quelque peu déconcertée, mais persiste. Le marquis offre alors à Dorante sa fille cadette. Angélique fait venir Dorante ; elle ne veut pas qu’il aille voir sa sœur, elle ne veut pas qu’il s’éloigne. Dorante la regarde d’abord avec étonnement, puis avec attendrissement. Angélique le regarde aussi. Il tombe à ses pieds, elle le relève : l’orgueil a cédé devant l’amour.